# Сто франков «Корнель»
Сто франков Корнель — французская банкнота, эскиз которой разработан 2 апреля 1964 года и выпускалась Банком Франции с 19 января 1965 года до замены на банкноту сто франков Делакруа..

## История
Эта банкнота из серии посвящённой известным учёным, начатой Банком Франции в 1963 году. В рамках данной серии вышли банкноты посвящённые Вольтеру, Расину, Пастеру и Мольеру. Вся серия была выпущена в период с мая 1966 по июнь 1976 года. Начало выхода этой серии из обращения 6 июня 1976, а 15 сентября 1986 года все банкноты данной серии объявлены недействительными. Банкнота печаталась с апреля 1966 года по февраль 1979 года, изъята из обращения с 1 марта 1985 года. Банкнота была лишена статуса законного платёжного средства 15 сентября 1986.

## Описание
Авторами банкноты стали Жан Лефевр, Жильбер Пульё и Жуль Пиль
Доминирующими цветами являются красный и коричневый.
Аверс: портрет Пьера Корнеля, с картины Шарля Лебрена, перед колоннадой театра в Версале открытого в 1682 году. Слева и справа расположены водяные знаки.
Реверс: портрет Корнеля, на фоне Руана и Сены. В нижней части банкноты — дом где родился Корнель и здание суда в Руане.
Два водяных знака представляют собой персонажей из трагедий Корнеля. Размеры банкноты составляют 172 мм х 92 мм.

## Также
- Французский франк